# Angelica e il gran sultano
Angelica e il gran sultano (Angélique et le Sultan) è un film del 1968, diretto da Bernard Borderie.
Il film uscì nei cinema francesi il 21 agosto 1968, mentre in Italia fu distribuito il 13 marzo.
È il quinto ed ultimo film della saga di Angelica ed è tratto dal romanzo Angelica schiava d'Oriente di Anne e Serge Golon.

## Trama
Angelica, rapita dai pirati e portata ad Algeri dopo un viaggio in nave, viene imprigionata in un harem del sultano di Meknes; il marito farà di tutto per salvarla, mettendosi poi con lei alla ricerca dei loro due figli.

## La serie cinematografica
- Angelica (Angélique, marquise des anges) (1964)
- La meravigliosa Angelica (Merveilleuse Angélique) (1965)
- Angelica alla corte del re (Angélique et le Roy) (1966)
- L'indomabile Angelica (Indomptable Angélique) (1967)
- Angelica e il gran sultano (Angélique et le sultan) (1968)